# Sphaeriestes picatorum
Sphaeriestes picatorum is een keversoort uit de familie platsnuitkevers (Salpingidae). De wetenschappelijke naam van de soort werd in 1917 gepubliceerd door Georg Karl Maria Seidlitz.